# Överturism
Överturism (engelska: overtourism) är ett begrepp som beskriver de negativa effekterna som turism kan ha på en destination. Det handlar om hur alltför många turister som besöker en plats under kort tid kan leda till problem som trängsel, miljöförstörelse, stigande priser och försämrad livskvalitet för lokalbefolkningen.

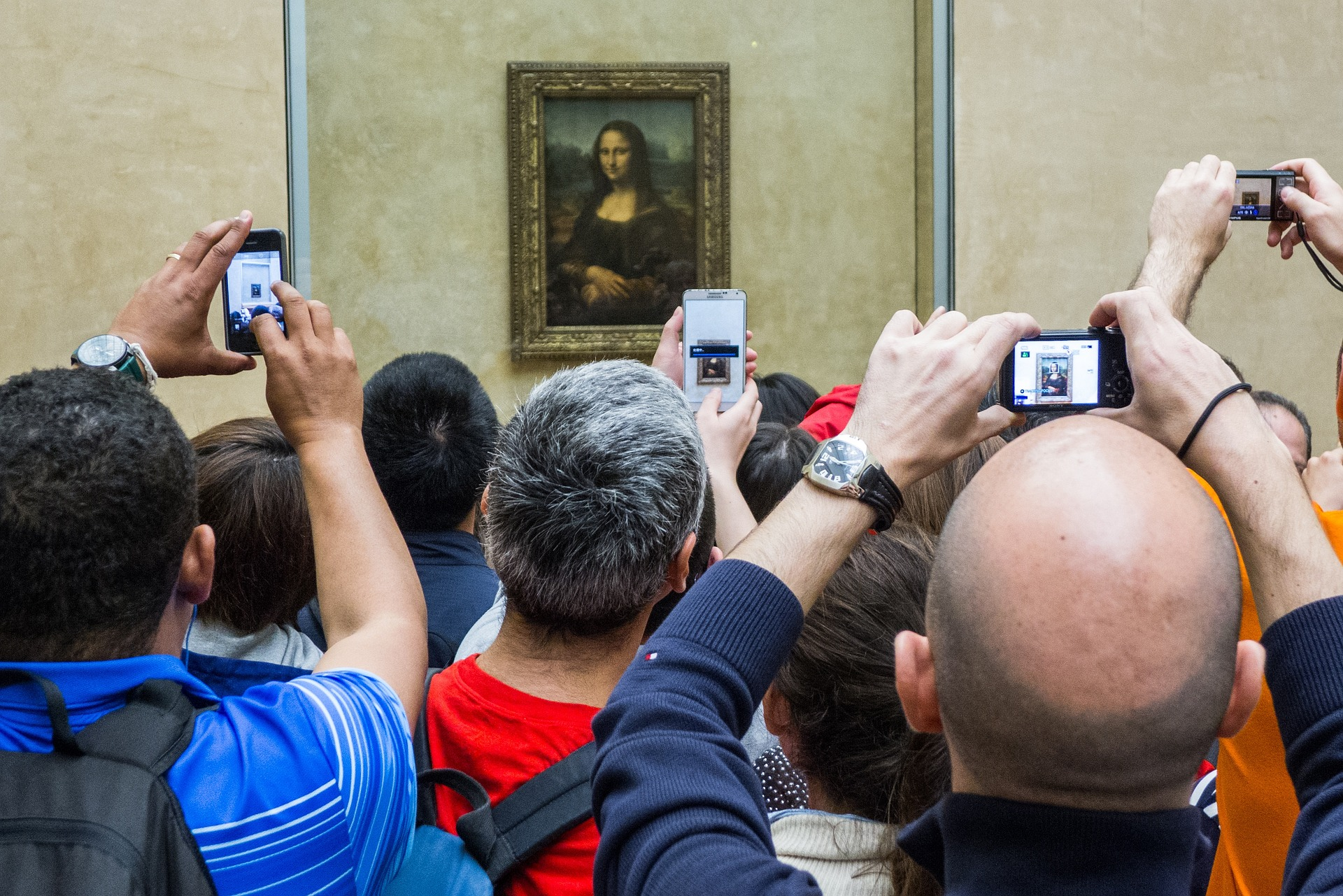
Besökare i Louvren fotograferar Mona Lisa

Världsturismorganisationen (UNWTO) definierar överturism som ”turismens påverkan på en destination, eller delar därav, som alltför mycket påverkar invånarnas upplevda livskvalitet och/eller besökarnas upplevelser på ett negativt sätt”.

## Skillnad mot massturism
Massturism innebär helt enkelt att många turister besöker en plats. Även om massturism kan orsaka problem, är det inte synonymt med överturism. Platser som tar emot miljontals besökare (exempelvis attraktiva storstäder) kan hantera detta utan att lida av de negativa effekter som överturism medför.

## Tecken på överturism
Det finns en rad tydliga tecken på att en destination drabbas av överturism:
- Överfulla turistattraktioner: Köer ringlar sig långa, och det blir svårt att röra sig fritt på populära platser.
- Stigande priser: Boende, mat och varor blir dyrare i takt med att efterfrågan ökar.
- Miljöförstörelse: Nedskräpning, slitage på natur och kulturmiljöer, och ökad vatten- och energiförbrukning är vanliga problem.
- Försämrad kulturell upplevelse: Lokala traditioner urvattnas för att tillgodose turisternas smak, och den genuina kulturen blir lidande.
- Sociala problem: Lokalbefolkningen kan känna sig undanträngda av turister, och sociala spänningar kan uppstå.

## Faktorer som förstärker överturism
Turism växer globalt starkare än den totala ekonomin.  Problemet med överturism har förvärrats under de senaste åren bland annat på grund av följande trender, men det är viktigt att notera att varje turistdestination har en unik kombination av orsaker till att fenomenet uppstår:
- Airbnb: Denna globala plattform för uthyrning av bostäder i kommersiellt syfte omvandlar kapacitet som ursprungligen var avsedd för den lokala bostadsmarknaden till turistboenden. Konsekvensen är ofta bostaddsbrist, en ökning av hyrorna, samt en förändring av det sociala sammanhanget.[3][4] Dessutom visar det sig vara särskilt svårt att reglera uthyrning via plattformar som Airbnb, delvis på grund av blandningen av utbud som sträcker sig från helt kommersiella semesterlägenheter till uthyrning av den egna bostaden som extrainkomst.[5][6]
- Lågprisflyg: På grund av lågprisflygbolagens billiga biljetter spelar reseavståndet en mindre roll som kostnadsfaktor i reseplaneringen. Dessutom leder lågprisflygbolagen till ökat antal passagerare.[7]
- Media: Medier tillskrivs generellt rollen som katalysatorer i samband med överturism.
  - Klassiska medier: Massmedier som tv har alltid påverkat hur turistdestinationer uppfattas och blir kända. Dessutom sägs sensationslystnaden ha bidragit till att inte bara de faktiska turistströmmarna har förändrats, utan även uppfattningen om dem, vilket leder till fler konflikter med lokalbefolkningen. Detta beror på att de i nyhetssändningar utsätts mer för problemet generellt och negativa enskilda fall. [2]
  - Filmturism: Markanta byggnader, byar, städer eller hela landskap kan plötsligt bli turistmagneter om de används som inspelningsplats för en film eller tv-serie.[2]
  - Sociala medier: Sociala medier har genom sin upplevda roll som opartisk och autentisk informationskälla numera en särskild roll i valet av destination och påverkar också beteendet på plats (t.ex. att äta på en viss restaurang). Det bildas en konsensus om de bästa turistdestinationerna genom elektronisk ryktesspridning. Att efterlikna andra och dela med sig av upplevelser med sitt nätverk nämns också som skäl till att besöka vissa destinationer. Även för plattformarna själva tillskrivs reseinnehållet en särskild betydelse i deras utveckling. [2][8]
- Kryssningar: Kryssningsturismen växer kraftigt.[9] Fartygsstorlekar för 2 000 och fler passagerare är vanliga. Flera stora fartyg ligger ofta samtidigt i samma hamn och erbjuder gästerna utflykter. Med tanke på det stora antalet turister som plötsligt dyker upp är dessa platser ofta överväldigade.

Sammanfattningsvis leder ett alltför stort antal turister samtidigt också till ett beroendeförhållande: På grund av att invånare och andra näringsgrenar trängs undan har de drabbade områdena ofta bara turismen kvar som inkomstkälla, vilket gör att åtgärder mot alltför stort antal besökare ofta väcker stort motstånd, ju längre den ensidiga inriktningen mot turism har kommit. Protester mot turismen är också mest uttalade i städer med en relativt hög andel välutbildade invånare, av vilka många inte är involverade i turismen eller åtminstone inte direkt drar nytta av den.

## Konsekvenser av överturism
Överturism kan få en rad negativa konsekvenser för både den lokala befolkningen och turisterna själva.

### För lokalbefolkningen
- Försämrad livskvalitet: Trängsel, buller och stigande priser kan påverka vardagen negativt.
- Förlust av kulturell identitet: Lokala traditioner hotas när de anpassas till turisternas önskemål.
- Ekonomiska problem: Lokala företag kan få svårt att konkurrera med stora turistindustrier.
- Sociala spänningar: Missnöje med turismens effekter kan leda till konflikter mellan lokalbefolkning och turister.

### För turisterna
- Försämrad upplevelse: Trängsel, höga priser och förstörd miljö kan ge en negativ reseupplevelse.
- Säkerhetsrisker: I extrema fall kan överfulla attraktioner och bristande infrastruktur leda till olyckor och säkerhetsproblem.
- Etiska dilemman: Turister kan hamna i moraliska dilemman kring hur deras resor påverkar destinationen och dess invånare.

## Exempel på överturism
Några tydliga exempel på platser som drabbats av överturism:
- Venedig, Italien: Stadens unika kanaler och historiska centrum lockar miljontals turister varje år, vilket har lett till trängsel, miljöproblem och stigande priser.
- Barcelona, Spanien: Den katalanska huvudstaden har länge varit en populär turistdestination, men de senaste åren har ökningen av massturism lett till protester från lokalbefolkningen och krav på åtgärder för att begränsa turismen.
- Angkor Wat, Kambodja: Det ikoniska templet i Kambodja är en av världens mest besökta turistattraktioner, men den stora mängden besökare har lett till slitage på tempelområdet och oro för dess långsiktiga bevarande.
- Neuschwanstein, Tyskland: Sagoslottet, beläget i Bayern, har blivit en magnet för turister från hela världen. Den stora mängden besökare har lett till slitage på slottet och dess omgivningar, samt till problem med trängsel och trafik.

### Överturism i Sverige
Delar av de svenska fjällen har fått en massiv ökning av antalet besökare. Covid-19-pandemin ökade besökstrycket, och ett allt större intresse från utländska besökare bidrar. Både den känsliga naturen och rennäringen påverkas och tvingar STF till åtgärder.
I Visbys innerstad trängs de bofasta undan av mer köpstarka ägare från fastlandet som använder fastigheterna för eget fritidsboende eller för uthyrning till turister. Antalet folkbokförda i innerstaden har mellan 2010 och 2023 minskat från 2 950 till cirka 2 500, trots att antalet lägenheter ökat. Priserna på fastigheter och lägenheter har pressats upp, men lönerna på ön följer inte samma ekonomiska utveckling som bostäderna. Utvecklingen leder till problem med att locka personal till vård, skola och omsorg. 

## Lösningar och förebyggande åtgärder
Att hantera överturism kräver en samlad insats från olika aktörer och samarbete mellan regeringar, turistindustrin, lokalsamhällen och resenärer. Att hitta en balans mellan att främja turism och skydda destinationer är avgörande för en hållbar framtid för turismen.
- Styrande: Destinationer kan införa begränsningar för antalet turister, införa trängselskatt eller styra turister till mindre besökta områden. De kan också investera i infrastruktur och tjänster för att bättre hantera turistmängden.
- Resebranschen: Turister kan uppmuntras att välja mer hållbara resealternativ, besöka destinationer utanför högsäsongen och respektera lokala seder och kultur. Turismbranschen kan också samarbeta med lokalsamhällen för att utveckla mer ansvarsfulla turismprodukter.
- Resenärer: Turister kan ta sitt ansvar genom att välja destinationer medvetna om överturism, bo på lokalt ägda boenden och undvika att delta i aktiviteter som kan skada miljön eller kulturen. De kan också informera sig om destinationens kultur och seder och respektera lokalbefolkningen.
- Samhällen: Lokalsamhällen kan engagera sig i turismplaneringen och se till att deras behov och önskemål tas i beaktande. De kan också utveckla egna turismprodukter och tjänster som gynnar lokala företag och bevarar den lokala kulturen.

### Exempel på initiativ för att motverka överturism och dess konsekvenser
- Barcelona kommer att följa Berlin, Kanarieöarna och Lissabon med restriktioner mot uthyrning av lägenheter genom Airbnb. 2024 är mer än 10 000 lägenheter anslutna till Airbnb i staden, men från november 2028 kommer inga Airbnb-lägenheter att tillåtas.[12]
- Nya Zeeland har infört en "turistskatt" för att finansiera bevarande och infrastrukturprojekt.
- Island begränsar antalet turister på populära platser och främjar ansvarsfullt resande.
- Costa Rica har gjort sig känt som ett land med fokus på hållbar turism och etisk djurhållning.
- Berlin har infört en "stadsskatt" för turister för att finansiera kollektivtrafiken.

### Webbkällor
- https://www.e-unwto.org/doi/pdf/10.18111/9789284420070
- https://www.theguardian.com/travel/2023/aug/17/wish-you-werent-here-how-tourists-are-ruining-the-worlds-greatest-destinations
- https://www.responsibletravel.com/copy/overtourism-tips-for-travellers
- https://www.germany.travel/en/newsroom/blog-podcast/blog-detail-44485.html
- https://www.spiegel.de/thema/overtourism/